# Club Natació Atlètic-Barceloneta
Le Club Natació Atlètic-Barceloneta (CNAB) est un club espagnol de natation et de water-polo de Barcelone.

## Historique
Le CNAB est issu de la fusion en juin 1992 du Club Natació Atlètic, créé en 1913, et du Barceloneta Amateur Club, fondé en 1929 (renommé Club Natació Barceloneta). Les deux clubs sont nés dans les piscines et plages du quartier de la Barceloneta.
Le Club Natació Atlètic est un des premiers clubs de natation d'Espagne, organisateur du premier championnat national en 1918. Il est l'un des membres fondateurs de la Fédération espagnole de natation en 1920 et de la Fédération catalane de natation en 1921. Son épreuve principale de la traversée à la nage du port de Barcelone existe depuis 1926.
En water-polo, l'équipe masculine du CN Barceloneta remporte trois titres de champion d'Espagne au début des années 1970. Après la fusion, elle s'illustre de nouveau dans les années 2000 avec six titres nationaux et aucune défaite pendant cent trente-et-un matches des compétitions espagnoles (championnat, coupe du Roi et supercoupe) du 6 novembre 2005 au 22 novembre 2009,.

## Palmarès masculin
- En Ligue des Champions :
  - Champion d'Europe : 2014
  - 3e place : 2013
- 14 supercoupes d'Espagne : 2001, 2003, 2004, 2006, 2007, 2008, 2009, 2010[5], 2011, 2013, 2015, 2016, 2017, 2018.
- 18 titres de champion d'Espagne :
  - CN Barceloneta : 1970, 1973 et 1974,
  - CN Atlètic-Barceloneta : 2001, 2003, 2006, 2007, 2008, 2009 2010[6], 2011[7] et 2012[8], 2013, 2014, 2015, 2016, 2017, 2018.
- 14 coupes du Roi : 2000, 2001, 2004, 2006, 2007, 2008, 2009, 2010[9], 2013, 2014, 2015, 2016, 2017 , 2018.
- 5 coupes de Catalogne : 2006[10], 2007[11], 2008, 2009[12] et 2010[13].